# Ausra Fridrikas
Ausra Fridrikas, née Aušrelė Miklušytė, puis appelée Aušrelė Žukienė, née le 30 avril 1967 en RSS de Lituanie (URSS), est une handballeuse internationale ayant successivement représenté l'URSS, la Lituanie puis l'Autriche.
Elle est élue meilleure handballeuse mondiale de l'année en 1999.

## Biographie
Aušrelė Miklušytė débute le handball à l'âge de 15 ans au Žalgiris Kaunas puis rejoint à 17 ans l'Eglė Vilnius, l'un des meilleurs clubs soviétiques de l'époque. Troisième du Championnat d'URSS en 1987, le club participe alors à la Coupe l'IHF (C3) lors de la saison 1987-88 (de) qu'elle remporte aux dépens du club yougoslave du Budućnost Podgorica. La saison suivante (de), le club s'incline en revanche en finale face aux Roumaines du CS Oltchim Vâlcea.
Dans le même temps, elle est retenue en équipe nationale d'URSS, remportant le championnat du monde junior en 1985 (en) et en 1987 (en) puis le championnat du monde 1990,,
Après la dislocation de l'URSS, elle rejoint en 1990 l'Espagne et le Gran Canaria, puis BM Hernani,, près de Saint-Sébastien et peut-être l'Iber Valencia[réf. à confirmer],.
En 1992, elle retrouve son mari, le footballeur Robertas Fridrikas (en), en Autriche en signant pour l'Hypo Niederösterreich, le meilleur club mondial du moment. Elle y réalise chaque saison le doublé championnat d'Autriche-coupe d'Autriche, et surtout, joue la Ligue des champions qu'elle remporte dès sa première participation en 1993 puis à quatre autre reprises en 1994, 1995, 1998 et 2000.
Si elle connait 86 sélections avec l'équipe de Lituanie, elle est ensuite naturalisée autrichienne en 1995 comme de nombreuses autres joueuses de l'Hypo Niederösterreich. Avec l'équipe d'Autriche, elle obtient notamment deux médailles de bronze au championnat d'Europe 1996 et au championnat du monde 1999, et prend part aux Jeux olympiques de 2000. Elle se distingue régulièrement lors des compétitions internationales auxquelles elle participe puisqu'elle est élue meilleure joueuse et meilleure arrière gauche du championnat du monde 1999, meilleure arrière gauche des Championnats d'Europe de 1998 et 2002 et termine meilleure buteuse du Championnat d'Europe 1998 (67 buts) puis du Championnat du monde 2001 (87 buts).
Ses performances, tant en club qu'en équipe nationale, la conduisent à être élue élue meilleure handballeuse mondiale de l'année en 1999, étant par ailleurs 3e en 1998, en 2000 et en 2002.
En 2000, elle décide de quitter l'Autriche pour le Nord de l'Europe, d'abord en Norvège au Bækkelagets SK, où elle gagne la coupe de Norvège en 2001, puis au Danemark au Slagelse FH de 2002 à 2005, avec qui elle remporte une deuxième Coupe l'EHF (C3) en 2003 avant d'ajouter encore deux Ligue des champions à son palmarès en 2004 et 2005, portant son total à sept Ligue des champions. Elle est également championne du Danemark en 2003 et 2005 et décroche une coupe du Danemark en 2003.
Fridrikas fait son retour en Autriche en 2005 et passe une saison au McDonald's Wr.Neustadt (sk) avant de retrouver pour la saison suivante l'Hypo Niederösterreich et y réaliser un dernier doublé championnat d'Autriche-coupe d'Autriche en 2007 avant de mettre fin à sa carrière.

## Vie privée
Ausra Fridrikas est mariée à l'ancien international lituanien de football Robertas Fridrikas (en) avec qui elle a un fils Lukas (en), né en décembre 1997.
Son grand-père maternel a dû fuir aux États-Unis en 1938 car il luttait pour l'indépendance de la Lituanie. Après la chute de l'Union soviétique, il était néanmoins trop vieux pour retourner en Lituanie voir sa famille.

## Palmarès

### Club
compétitions internationales
- vainqueure de la Ligue des champions (C1)[16] (7) en 1993[12], 1994, 1995, 1998 et 2000 (avec Hypo Niederösterreich), 2004 et 2005 (avec Slagelse DT)
- vainqueure de la coupe de l'IHF/EHF (C3) (2) en 1988 (avec Eglė Vilnius) et 2003 (avec Slagelse DT)

compétitions nationales
- vainqueure du championnat d'Autriche (9) de 1993 à 2000 et 2007 (avec Hypo Niederösterreich)
- vainqueure de la coupe d'Autriche (9) de 1993 à 2000 et 2007 (avec Hypo Niederösterreich)
- vainqueure de la coupe de Norvège (1) en 2001 (avec Bækkelagets SK)
- vainqueure du championnat du Danemark (2) en 2003 et 2005 (avec Slagelse DT)
- vainqueure de la coupe du Danemark (2) en 2003 (avec Slagelse DT)

### Sélection nationale
Ausra Fridrikas cumule :
- 165 sélections[4] pour l'équipe d'URSS jusqu'en 1991
- 86 sélections[Information douteuse] pour l'équipe de Lituanie entre 1991 et 1993
- 133 sélections et 1 059 buts[5] pour l'équipe d'Autriche entre 1995 et 2003.

Ses résultats en compétitions internationales sont :
Jeux olympiques
- 5e place aux Jeux olympiques de 2000 avec l'Autriche

Championnats du monde
- vainqueur du championnat du monde 1990, avec l'Union soviétique
- 8e place au championnat du monde 1995, avec l'Autriche
- troisième du championnat du monde 1999, avec l'Autriche
- 7e place au championnat du monde 2001, avec l'Autriche
- 11e place au championnat du monde 2003, avec l'Autriche

Championnats d'Europe, avec l'Autriche 
- troisième du championnat d'Europe 1996
- 4e place au Championnat d'Europe 1998
- 9e place au Championnat d'Europe 2002

autres
- vainqueur du championnat du monde junior en 1985 (en)
- vainqueur du championnat du monde junior en 1987 (en)

### Distinctions personnelles
- élue meilleure handballeuse mondiale de l'année en 1999[8]
  - 3e en 1998, en 2000 et en 2002, 9e en 2001
- élue meilleure joueuse et meilleure arrière gauche du championnat du monde 1999
- élue meilleure arrière gauche des Championnats d'Europe de 1998 et 2002
- meilleure buteuse du Championnat d'Europe 1998 (67 buts)
- meilleure buteuse du Championnat du monde 2001 (87 buts)
- meilleure buteuse de la Ligue des champions (2) : 1999-2000 (97 buts) et 2000-01 (83 buts)
- Meilleure buteuse du Championnat de Norvège (2) : 2000-01 et 2001-02